# Saint-Vincent-Bragny
Saint-Vincent-Bragny is een gemeente in het Franse departement Saône-et-Loire (regio Bourgogne-Franche-Comté). De plaats maakt deel uit van het arrondissement Charolles. Saint-Vincent-Bragny telde op 1 januari 2022 997 inwoners. 

## Geografie
De oppervlakte van Saint-Vincent-Bragny bedroeg op 1 januari 2022 41 vierkante kilometer; de bevolkingsdichtheid was toen 24,3 inwoners per km².

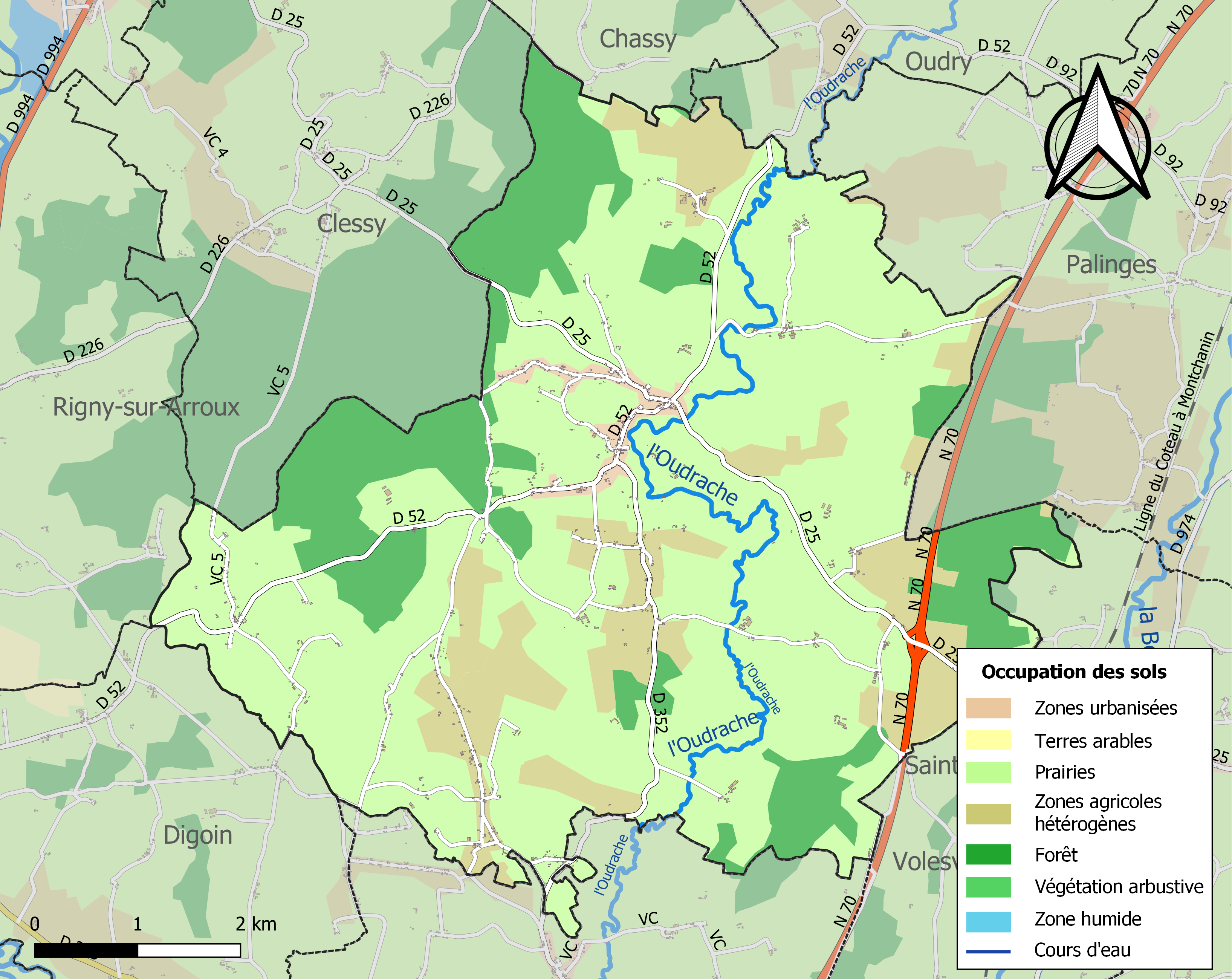
Kaart van de gemeente met de belangrijkste infrastructuur, bodemgebruik en omliggende gemeenten

## Demografie
Onderstaande figuur toont het verloop van het inwonertal (bron: INSEE-tellingen).